# Jean Thomas Mangold
Pour les articles homonymes, voir Mangold.
Jean Thomas Mangold, né à Colmar en 1816 et mort à Londres en 1888, est un auteur de théâtre alsacien.

## Biographie
Jean Thomas Mangold est un auteur alsacien né le 20 décembre 1816 à Colmar. Il a fait ses études chez les frères de Marie à Saint-Hippolyte (Haut-Rhin).
Il était fils d'un pâtissier célèbre et lui-même a exercé fièrement cette activité. Ses pâtés de viande étaient connus jusqu'en Angleterre.
Il a publié plusieurs comédies musicales qui font de lui un des auteurs importants du théâtre alsacien du XIXe siècle.
Il est mort le 17 novembre 1888 à Londres.

## Œuvres
- S'lob vom ledige Stand 1860. Dialogue en Colmarien. Mise en musique par Joseph Heyberger d'un texte sur "l'éloge du célibat". Gretele arrivera t'elle à convaincre Hans des bienfaits du mariage ?
- Die Dreifach Hochzitt im Bâsethal 1863. Opérette en trois actes. Musique de Jean-baptiste Weckerlin. 1° représentation le 17 septembre 1863 au théâtre municipal de Colmar. Lequel des trois prétendants choisir ?
- D'r Hans on's Gretele em Ehestand 1863. Opérette en un acte. Musique de Jean-baptiste Weckerlin. Un "avare" alsacien, joué par un zouave de retour au pays armé d'une baguette magique reçue d'un prince chinois.
- Colmerditschi Gedichtle 1875. Recueil de poésies en Colmarien.
- D'r verhaxt Herbst 1879. Opérette en quatre actes. Musique de Jean-Baptiste Weckerlin.